# Los payasos
Los payasos es una película documental de Argentina filmada en colores dirigida por Lucas Bucci y Tomás Sposato sobre su propio guion que se estrenó el 30 de enero de 2020.

## Sinopsis
Tres jóvenes que se inician en el arte consiguen que su cortometraje  Los Payasos quede seleccionado para concursar en un Mundial del Cortometraje a realizarse en Florianópolis, por lo que viajan a esa ciudad para apoyar su obra y registrar con su cámara lo que ocurra allí para luego hacer un documental sobre la experiencia.

## Reparto
Participaron del filme los siguientes intérpretes:
- Lucas Bucci	...	Lucas
- Jerónimo Freixas	...	Jero
- Tomas Sposato	...	Expo

## Comentarios
María Fernanda Mugica en La Nación escribió:

”El foco sobre una foto de Orson Welles, cuya F de falso es una obra maestra del juego entre la realidad y la ficción, resulta una declaración de principios....los datos reales se mezclan con situaciones creadas para generar comedia, con buenos resultados. El humor es el fuerte de Los payasos, pero también es atractivo el planteo de varias cuestiones de la realización cinematográfica, como las decepciones creativas y de recepción de la obra; además de las dificultades para definir qué se quiere contar y encontrar el cómo.

Juan Pablo Cinelli en Página 12 opinó:

”… los directores logran mantener al espectador en un estado de duda constante...que...genera curiosidad…Bucci y Sposato administran esa tensión con habilidad....El corto queda eliminado en la ronda de grupos y justo a mitad de su recorrido Los payasos se queda sin conflicto. En ese punto la película se pone metadiscursiva, pero sin perder su máscara de ligereza. Será el propio Jerónimo quien observará con acierto que se han convertido en personajes atrapados dentro de una película que dejó de tener sentido, para perderse dentro de un repentino loop de nada. Los payasos consigue colar este tipo de reflexiones sin apelar a grandes gestos y siempre con buen manejo del humor, haciendo que la película trascienda incluso sus propias debilidades.